# Panorama Ephemera
 Panorama Ephemera  is een documentaire uit 2004 onder regie van Rick Prelinger. De film is volledig gemaakt door films uit het Prelinger Archive. En bestaat dus, op de opening en aftiteling na, volledig uit reclame en promotie materiaal.

## Auteursrechten
De film valt onder een creative commons licentie, maar dat betekent in dit geval feitelijk dat alleen de opening en aftiteling niet zonder toestemming gebruikt mogen worden, omdat de film voor de rest uit hergebruikt materiaal bestaat die al uit de auteursrechten zijn gevallen.

## Verwijzingen
- Panorama Ephemera op Internet Archive (stream en download)